# Валье-Эрмосо (Тамаулипас)
Валье-Эрмосо (исп. Valle Hermoso) — город в Мексике, штат Тамаулипас, административный центр одноимённого муниципалитета. Численность населения, по данным переписи 2010 года, составила 48 918 человек.

## Общие сведения
Название Valle Hermoso с испанского языка можно перевести как прекрасная долина.
Статус города поселение Валье-Эрмосо получило 4 марта 1953 года.